# Sasaki Hitoshi
Sasaki Hitoshi (1891 - 23 tháng 7 năm 1982) là một cựu cầu thủ và huấn luyện viên bóng đá người Nhật Bản. Ông từng dẫn dắt đội tuyển Nhật Bản dự các Đại hội Thể thao Viễn Đông 1921.